# Suhpalacsa abdominalis
Suhpalacsa abdominalis är en insektsart som beskrevs av Mclachlan 1871. Suhpalacsa abdominalis ingår i släktet Suhpalacsa och familjen fjärilsländor. Inga underarter finns listade i Catalogue of Life.